# Stemma di Foligno
Lo stemma della città di Foligno è costituito da uno scudo francese antico di colore rosso e argento al cui interno sono rappresentati un giglio d'oro e una croce rossa patente.

## Blasonatura
Lo stemma ha la seguente blasonatura:
La descrizione del gonfalone è la seguente:
Entrambi sono stati concessi con decreto del presidente della Repubblica del 20 marzo 1984. Un precedente riconoscimento dello stemma si era avuto con decreto D.P.C.M. del 10 agosto 1953 mentre il gonfalone era stato concesso con D.P.R. del 22 novembre dello stesso anno.
La bandiera civica riprende lo stemma tralasciando però la linea del partito.

## Storia

### Lo stemma antico
Secondo Ludovico Iacobilli, erudito folignate del Seicento, lo stemma più antico di Foligno avrebbe rappresentato il prospetto delle mura della città lambite dalle acque di un fiume e sormontate da cinque torri, sulla più alta delle quali, in posizione centrale, sarebbe stata un'aquila e su ciascuna delle altre un giglio.
Ai lati della porta, accessibile attraverso un ponte, sarebbero stati due leoni affrontati. Di questo stemma la città si sarebbe fregiata nel secolo XIII, quando  nel quadro delle lotte fra papato ed impero aveva il predominio la fazione ghibellina. Iacobilli ce ne ha lasciato una breve descrizione ma non il disegno; il sigillo da cui è tratto sarà pubblicato nel 1775 da un altro erudito, Giovanni Mengozzi. In epoca imprecisata, ma presumibilmente nel 1305, quando prevalse con i Trinci la fazione guelfa, l'aquila sovrastante la torre centrale sarebbe stata sostituita da un giglio sormontato da una croce, mentre gli altri elementi figurativi sarebbero rimasti immutati.

### Lo stemma attuale
Lo stemma così modificato sarebbe invalso fino al 1350, anno nel quale ne sarebbe stato adottato un altro, che rappresenta il giglio e la croce in scudi separati. La contrapposizione dei due elementi, il giglio quale arme della città e la croce quale insegna del capitano del popolo, indurrebbe a collegare l'assunzione del nuovo stemma nel 1350 alla redazione dello Statuto del popolo, che in tale anno, appunto, venne completata. Il giglio stando ad una Cronaca del 1421 sarebbe stato di colore verde, come è testimoniato in effetti dal pallio del Castello di Roccafranca, che tuttora possediamo.
Successivamente, il giglio e la croce figureranno insieme in un unico scudo semispaccato e partito, cioè diviso perpendicolarmente in due parti uguali e spaccato nella sezione destra.
Il giglio sarà d'oro in campo rosso, mentre la croce sarà rossa in campo d'argento e di foggia patente, poiché i bracci si allargano verso le estremità. Rimasto invariato negli ultimi tre secoli, è questo tuttora lo stemma della città.